# End Hits
End Hits es el quinto álbum de estudio de la banda estadounidense Fugazi, publicado el 28 de abril de 1998 a través de Dischord Records.

## Listado de canciones
1. "Break" – 2:12
2. "Place Position" – 2:45
3. "Recap Modotti" – 3:50
4. "No Surprise" – 4:12
5. "Five Corporations" – 2:29
6. "Caustic Acrostic" – 2:01
7. "Closed Captioned" – 4:52
8. "Floating Boy" – 5:45
9. "Foreman's Dog" – 4:21
10. "Arpeggiator" – 4:28
11. "Guilford Fall" – 2:57
12. "Pink Frosty" – 4:09
13. "F/D" – 3:42

- Datos: Q2278289